# Rostfarbiger Dickkopffalter

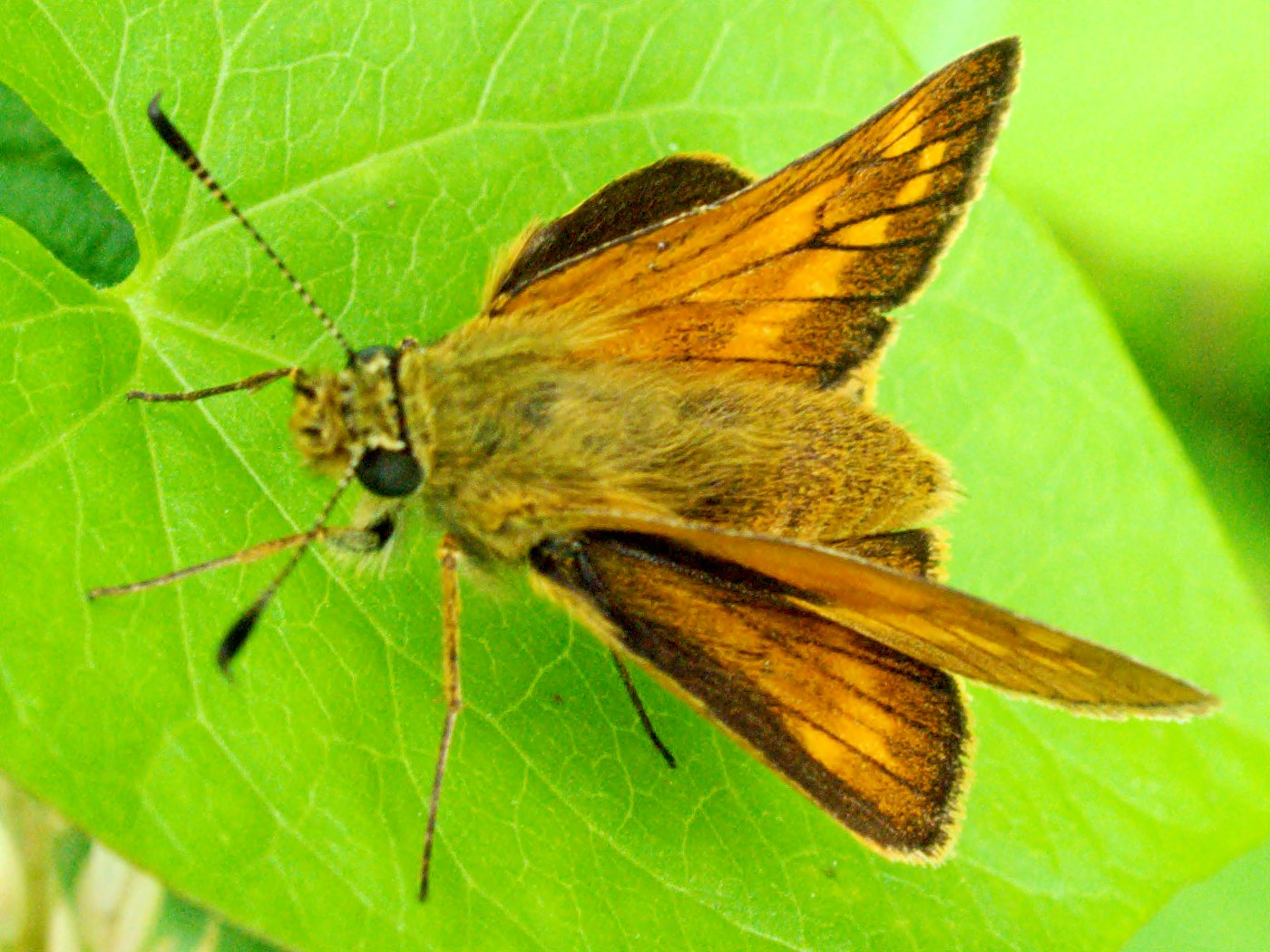
Flügeloberseite von Ochlodes sylvanus ♀

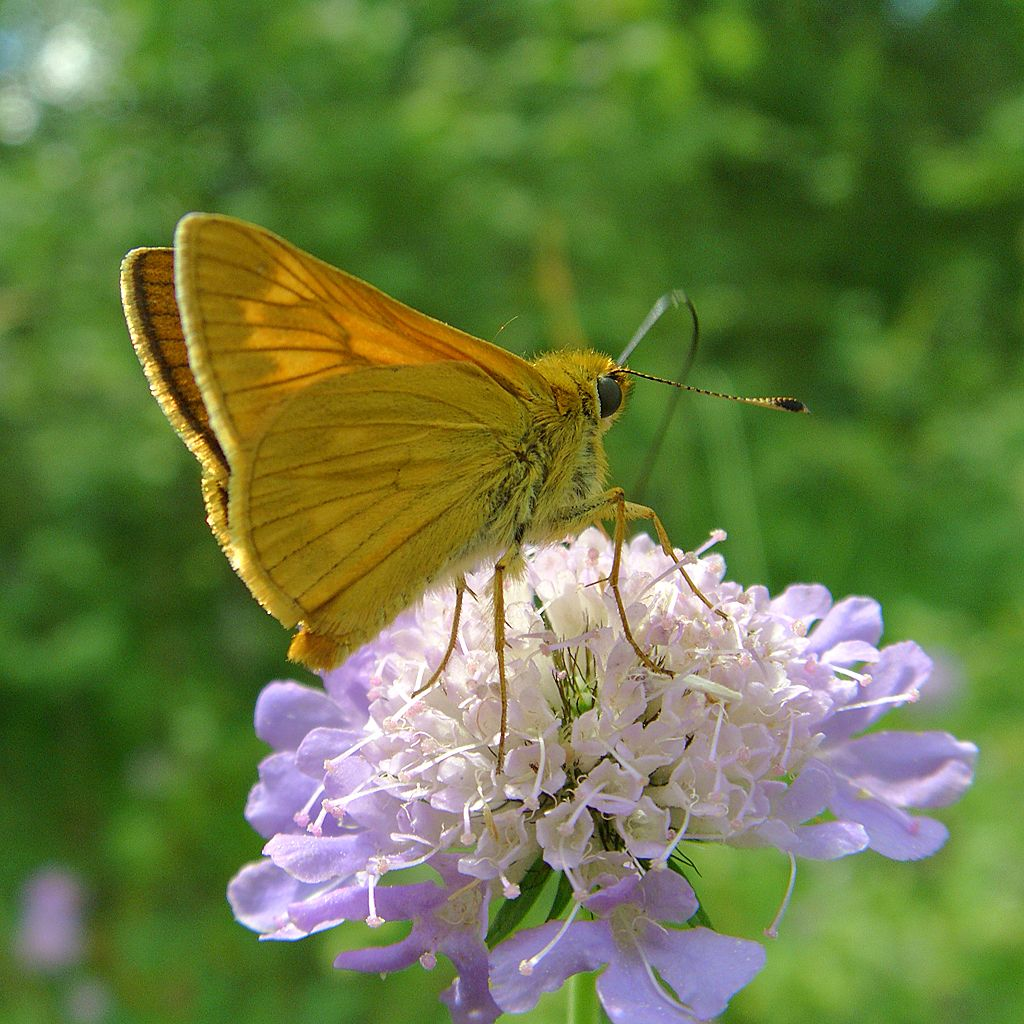
Flügelunterseite von Ochlodes sylvanus

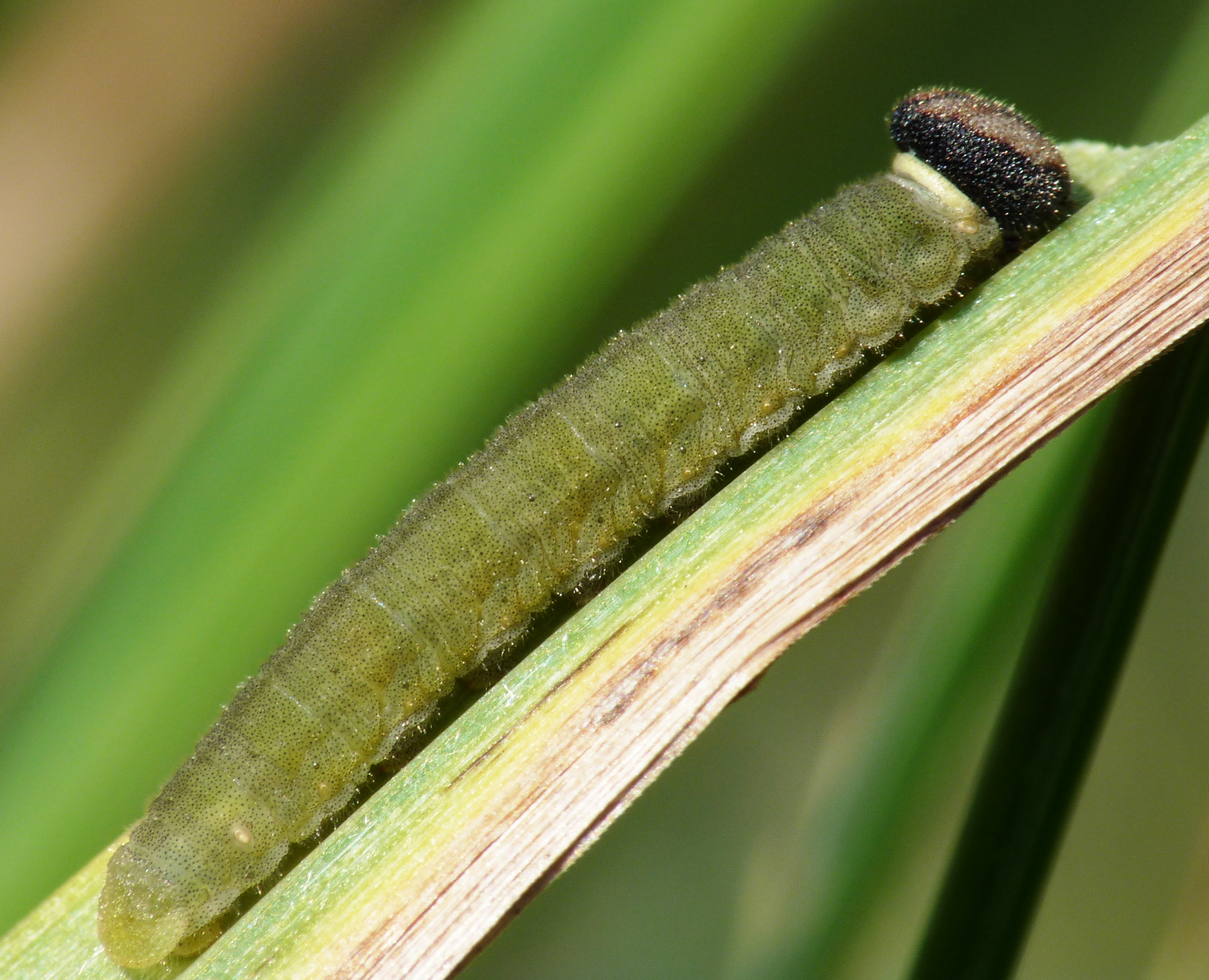
Raupe von Ochlodes sylvanus

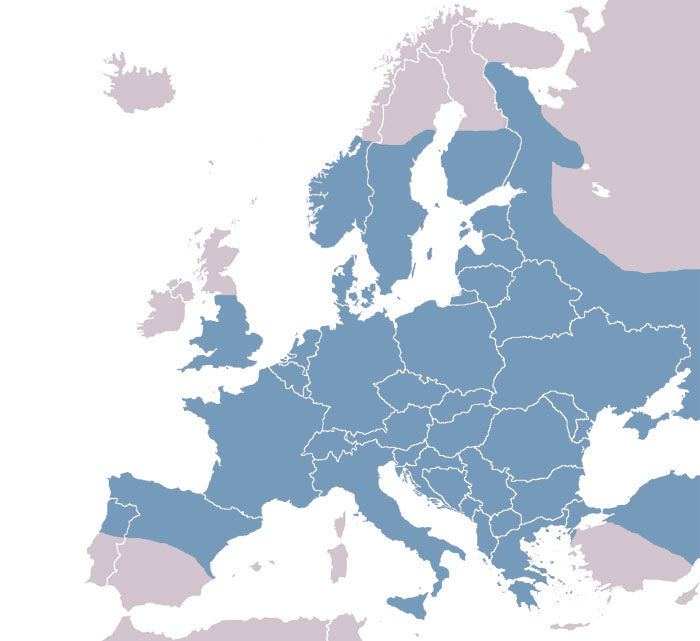
Rostfarbiger Dickkopffalter (Ochlodes sylvanus)
Verbreitungskarte

Der Rostfarbige Dickkopffalter (Ochlodes sylvanus, Syn.: Augiades sylvanus) ist ein Schmetterling (Tagfalter) aus der Familie der Dickkopffalter (Hesperiidae). Das Artepitheton leitet sich von Silvanus, einem Waldgott aus der römischen Mythologie ab.

## Beschreibung
Die Falter erreichen eine Flügelspannweite von 25 bis 32 Millimeter. Die Flügel des Rostfarbenen Dickkopffalters sind, wie der Name schon verrät, rostbraun gefärbt. Die Hinterflügelunterseiten sind mehr oder weniger grünlich und weisen undeutliche gelbe Flecke auf. Die Männchen zeichnen sich auf der Vorderflügel-Oberseite durch einen länglichen schwarzen Duftschuppenfleck aus (Sexualdichroismus). 
Die Raupen werden ca. 28 Millimeter lang. Sie sind hellgrün gefärbt und haben eine etwas dunklere Rückenlinie. Der Kopf ist dunkelbraun und hat an den Seiten etwas hellere, breite Linien.

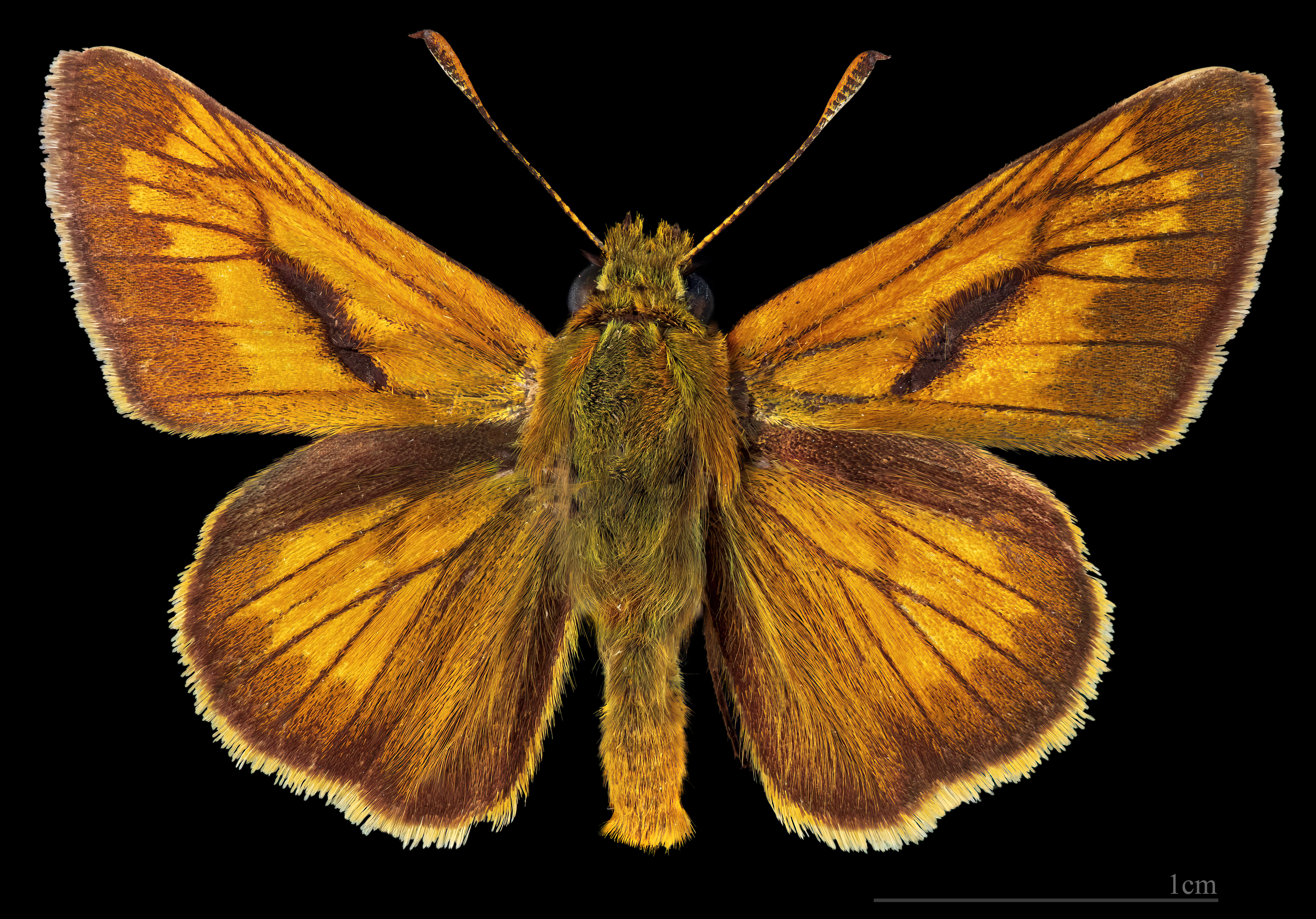
Ochlodes sylvanus ♂
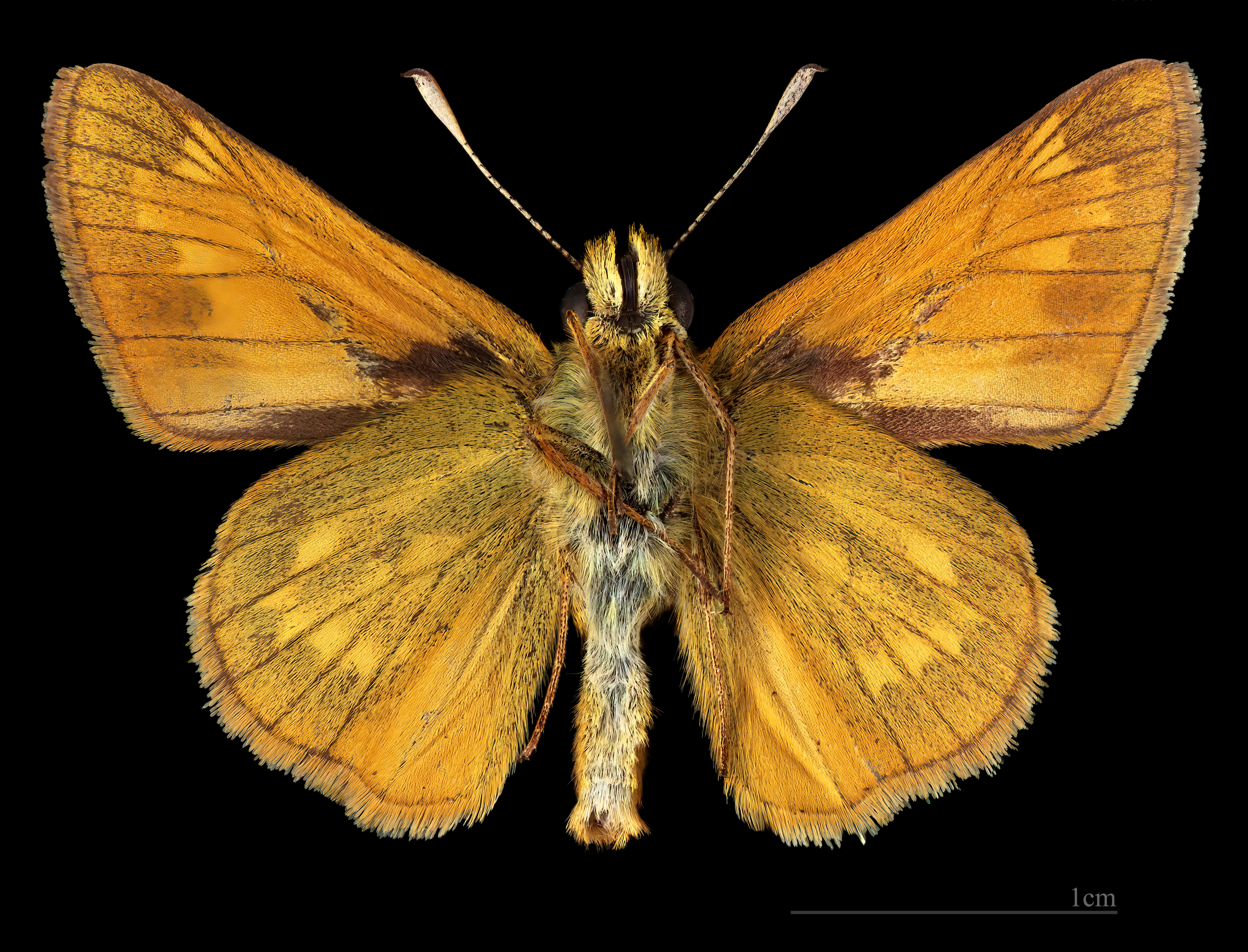
♂ △

### Synonyme
Folgende Synonyme existieren:
- Augiades sylvanus Esper
- Ochlodes venata (Bremer & Grey, 1853)
- Ochlodes venatus (Bremer & Grey, 1853)
- Ochlodes melicerta Bergsträsser, 1780
- Ochlodes faunus (Turati, 1905)
- Pamphila sylvanus Esper

### Ähnliche Arten
- Komma-Dickkopffalter (Hesperia comma) (Hesperiidae)

## Flugzeit
Die Falter fliegen in einer Generation von Mai bis Juli und August. In Spanien sollen zwei Generationen von Mai bis August auftreten.

## Lebensweise
Die Weibchen legen nach der Paarung die halbkugelig flachen, cremefarbenen Eier einzeln an der Blattunterseite der Raupennahrungspflanzen ab. Die Raupen ziehen einzelne Grasblätter mit feinen Fäden zu einer Röhre zusammen und fressen in diesen. Die halberwachsenen Raupen überwintern in den zusammengesponnenen Gräsern (einer sogenannten „Überwinterungstüte“) und fressen im Frühjahr bis Ende Mai weiter. Die Verpuppung erfolgt in einem Seidenkokon aus dem nach ca. drei Wochen die Falter schlüpfen. Zu den Nektarpflanzen der Falter zählen Händelwurzen (Gymnadenia), Vogel-Wicke (Vicia cracca), Kratz-Disteln (Cirsium), Tauben-Skabiose (Scabiosa columbaria), Knautia und Brombeeren.

### Nahrung der Raupen
Die Raupen fressen an Gewöhnlichem Knäuelgras (Dactylis glomerata), Pfeifengras (Molinia caerulea), Fieder-Zwenke (Brachypodium pinnatum), Land-Reitgras (Calamagrostis epigejos), Wiesen-Rispengras (Poa pratensis), Rohr-Schwingel (Festuca arundinacea), Haar-Hainsimse (Luzula pilosa), Wolligem Honiggras (Holcus lanatus), Gemeiner Quecke (Agropyron repens), Flatter-Binse (Juncus effusus), Rotem Straußgras (Agrostis capillaris), Wiesen-Lieschgras (Phleum pratense) und Aufrechter Trespe (Bromus erectus).

## Lebensraum
Die Rostfarbigen Dickkopffalter leben in naturnahen feuchten und trockenen Biotopen. Dazu gehören sowohl das Offenland (Wiesen, Wegränder, Brachen, Hochstaudenfluren) als auch Übergangsbereiche zum Wald. Im Wildenburger Land wurden Blütenbesuche an Acker- und Sumpf-Kratzdistel (Cirsium arvense und C. palustre) und Brombeeren (Rubus fruticosus) beobachtet. Wichtige Nektarpflanzen der Falter, wie der meisten anderen europäischen Tagfalter, finden sich insbesondere unter den Lippenblütlern (Gemeine Wirbeldost, Deutsche Ziest, Ross-Minze, Wiesen-Salbei, Oregano oder Echte Betonie) sowie den Korbblütlern.

## Verbreitung
Die Art ist weit verbreitet und häufig in Europa. Sie kommt jedoch nicht in Nord-Afrika, Irland, auf den Mittelmeerinseln (außer Sizilien und Korfu) vor. Die nördliche Verbreitungsgrenze liegt bei etwa 64° N. Ochlodes sylvanus fehlt also in Nordskandinavien und im Norden der Britischen Inseln.